# Transcantabrique

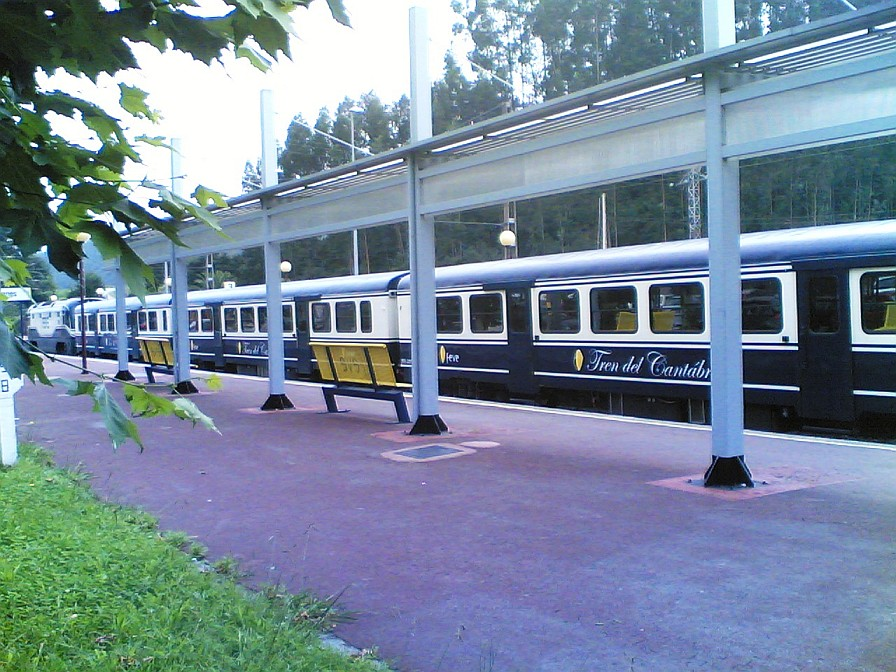
Un train touristique, de "catégorie" inférieure au Transcantabrique, en gare de Liérganes (Cantabrie - Espagne).

Le Transcantabrique (Transcantábrico en castillan) est un train touristique géré par l'entreprise espagnole publique FEVE, qui a été inauguré en 1983.
Avec le Trancantabrique l'entreprise FEVE a créé le premier train-hôtel touristique d'Espagne[réf. nécessaire]. L'idée originale a été de créer un train touristique, en imitant le mythique Orient-Express, qui parcourrait les voies de la FEVE dans le nord de l'Espagne. La grande particularité de ce train est que, contrairement à d'autres trains touristiques[réf. nécessaire], il circule sur les voies métriques, c'est-à-dire, avec un largeur de voie permettant de passer dans des endroits dans lesquels les trains normaux ne pouvaient accéder.

## Histoire
La mise en service débute le 30 juillet de cette année avec un voyage inaugural entre La Robla et Cistierna dans la province de León. Sa composition originale était de trois voitures salon Pullman construits en Grande-Bretagne en 1927 (pub, bar et salon), 4 wagon-lits, un fourgon générateur et une voiture de service pour le personnel.

## Trajet
Les premières années la compagnie a effectué les voyages entre León et Ferrol jusqu'à la fermeture de la ligne León - Bilbao (Chemin de fer de La Robla.)
Actuellement, après la réouverture de la ligne de La Robla en 2003, il effectue le même trajet qu'au moment de son lancement.
En 2009 des services spéciaux depuis Saint-Sébastien jusqu'à Saint-Jacques-de-Compostelle et à partir du 2010 on régularisera les services depuis/jusqu'à Saint-Sébastien.
C'est un train touristique qui effectue des voyages d'une semaine et à partir duquel on visite tous les lieux où le train s'arrête. Il effectue en outre des voyages charter, pour des groupes et des entreprises, des congrès et des expositions.

## Équipements et services
La composition actuelle du train est de 4 voitures salons, 7 voitures lits, un fourgon générateur et un fourgon de service pour le personnel. On a remplacé les compartiments originaux de lits par des cabines suite dotées de lit matrimonial, air climatisé, téléphone, mini-bar, armoire à vêtements, compartiment pour bagages et w.c complets avec douche et sauna.
Le personnel est dirigé par le chef d'expédition, qui portera les rênes de cette croisière ferroviaire, aidé par le guide, le chef de serveurs, les serveurs, musicien animateur, personnel de nettoyage, de sécurité, les machinistes, chauffeur de bus et techniciens ferroviaires. Le guide les accompagnera dans toutes les visites et même aux différents restaurants. Tant dans les salons communs que dans le compartiments privés chaque passager jouira d'une attention particulière et personnalisée. Il met en outre à la disposition de ses clients le programme détaillé de chaque jour et la presse nationale, internationale et locale.
Sa capacité maximale est de 54 voyageurs.

## Sources

### Traduction
- (es) Cet article est partiellement ou en totalité issu de l’article de Wikipédia en espagnol intitulé « Transcantábrico » (voir la liste des auteurs).